# 科里茨基角
鸭居轮家岬（日语：／），俄称科里茨基角（俄语：Мыс Корицкий），是择捉岛最北端的海岬，位于梅德韦日半岛上，是日本政府主张拥有主权的最北端，设于北海道蘂取郡蘂取村，目前由俄罗斯实际控制。日本实际控制的最北端是宗谷岬海域的辯天島；现在它位于俄设国家公园内，即使是普通的俄罗斯人也难以抵达。名称来自阿伊努语“カモイワッカ(kamoy-wakka)”（神水）。